# エロパラNight
『エロパラNight』（エロパラ・ナイト）は、インターネットテレビ「GyaO」のGyaOジョッキーチャンネルで放送されていたエロトークバラエティ番組である。「エロの限界を追求する」がスローガン。2007年9月4日 - 2008年3月25日。通称“エロパラ”。次番組は「エロ生☆パラダイス」。

## 概要
毎週AV女優を迎え、コスプレ生着替えやセクシー朗読など、過激にハイテンションにエロトークを繰り広げる。
MCは初回のみAV男優のTAKAが務めるが、多忙やAV男優では生々しいなどの理由からスパローズ森田悟に変更。ちなみに、森田は基本的に下ネタ厳禁の社風である浅井企画に所属。
マンスリーアシスタントとして9月は南波杏が務め、10月が琴早妃担当だったが本人の継続希望により続行が決定した。

## 番組内容
毎回、ゲストとアシスタントをエクストラカメラ（足元のカメラ）で撮るのが恒例となっている。
視聴者から、色・場所・好きなタイプなど、毎回恒例の質問がなされる。 
毎回ゲストのAV女優やSEXアシスタントがアダルトビデオをお土産に持ってくるが、そのアダルトビデオはMC森田が一週持ち帰った上で、翌週の視聴者プレゼントになるのが「エロパラNight」時代からの慣例である。
第7回放送にて、女性器名を叫びすぎたために上層部から注意される。それにより呼称を募集した結果、第9回放送にて「クロマティー」を代用する事に決まる。
番組当初は、透け乳首を出していいか分からず、星型のモザイクをかけたり告知のスケッチブックで隠すなどをしていた。

## コーナー
ファッションチェック
毎回、ゲストやアシスタントのファッションをチェックしていくコーナー。
どすけべ大喜利
毎回あるお題に対してエロい解答を募るコーナーで、これでゲストとアシスタントと森田が自分のお気に入りの答えを選び、セクシーポラや1週間前に放送されたゲストのAVがプレゼントされる。
コスプレ生着替え
30秒以内にブラジャーをとってコスプレに生着替えをしなければならない。もし、間に合わなければ危険でない限り布がおろされる。ただ最終的に着替えられなければ、布をもう一度張って15秒計って着替えるか、ゆっくり着替えることになる。今まで30秒以内に着替えられたのは数人しかいない。
ブラジャー早取りゲーム&ちゅんちゅんゲーム&告知
15秒以内にブラジャーを早脱ぎし、それに成功すればそのまま告知ができる。もし失敗した場合、コスプレか白のタンクトップの上から水鉄砲で乳首付近を狙って水をかけられてそのあとに告知を行う。ブラジャー早脱ぎの成功者は数人だった。
おかずになる一言
毎回最後に、アシスタントとゲストがチャッターのおかずになる一言を言ってもらう。

## ゲスト出演回数・最終結果
アシスタントも含めた累計出演女優数は32人（2008年3月25日現在）。
第1位
- 3回
  1. 持田茜
  2. 澄川ロア

第3位
- 2回
  1. 松野ゆい
  2. 三浦亜沙妃
  3. 君野ゆめ